# Maisonnais
Maisonnais ist eine französische Gemeinde mit 228 Einwohnern (Stand: 1. Januar 2022) im Département Cher in der Region Centre-Val de Loire; sie gehört zum Arrondissement Saint-Amand-Montrond und zum Kanton Châteaumeillant. 

## Geographie
Maisonnais liegt etwa 55 Kilometer südsüdwestlich von Bourges. An der westlichen Gemeindegrenze verläuft der Fluss Sinaise, in den hier sein Zufluss Sept Fonds einmündet. Umgeben wird Maisonnais von den Nachbargemeinden Touchay im Norden, Ids-Saint-Roch im Norden und Nordosten, Saint-Pierre-les-Bois im Nordosten und Osten, Le Châtelet im Osten, Beddes im Süden, Vicq-Exemplet im Südwesten und Westen sowie Rezay im Westen und Nordwesten.

## Bevölkerungsentwicklung
| Jahr                       | 1962 | 1968 | 1975 | 1982 | 1990 | 1999 | 2008 | 2019 |
| -------------------------- | ---- | ---- | ---- | ---- | ---- | ---- | ---- | ---- |
| Einwohner                  | 445  | 389  | 326  | 276  | 239  | 221  | 216  | 240  |
| Quellen: Cassini und INSEE |      |      |      |      |      |      |      |      |

## Sehenswürdigkeiten
- Kirche Saint-Pierre-et-Saint-Paul aus dem 12. Jahrhundert, seit 1925 Monument historique
- Priorat von Orsan mit Park

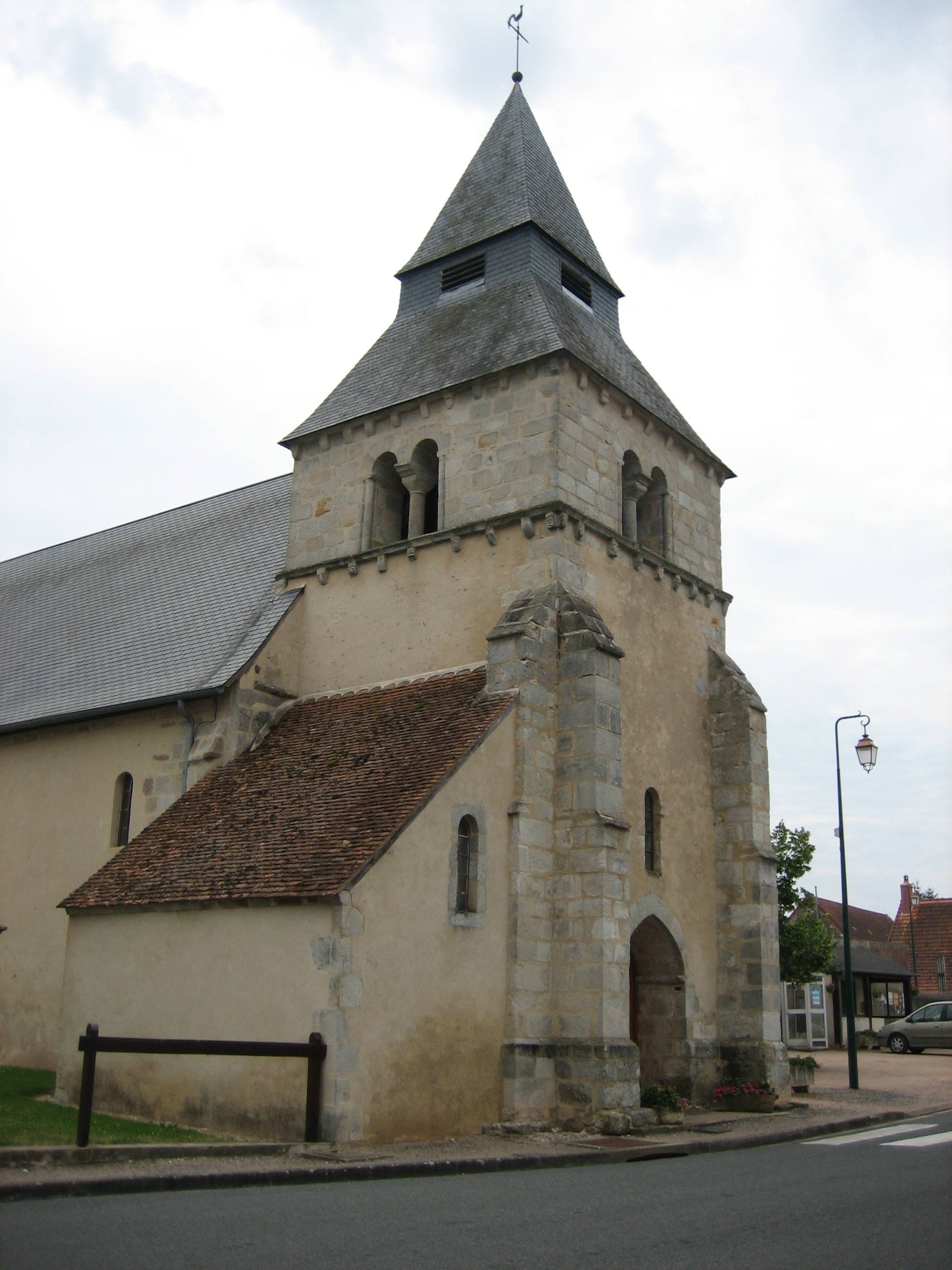
Kirche Saint-Pierre-et-Saint-Paul
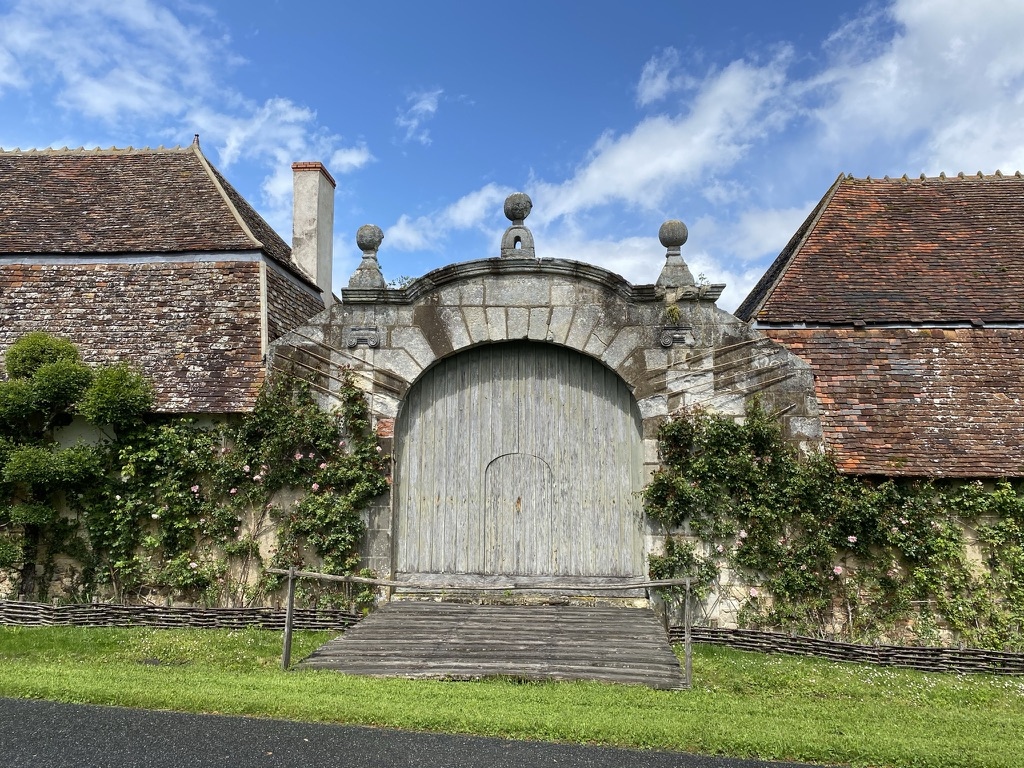
Priorat von Orsan